# SH@PPLE -しゃっぷる-
『SH@PPLE -しゃっぷる- 』は、竹岡葉月による日本のライトノベル。イラストはよう太が担当している。富士見ファンタジア文庫（富士見書房）より2008年3月から2010年5月まで刊行された。
メディアミックスとして、ういらあくるによるコミカライズが『月刊コンプエース』（角川書店）2009年9月号から2010年3月号まで連載された。また2009年8月14日にはドラマCDが発売された。

## ストーリー
主人公、淡谷雪国はある日図書館で出会った一駿河蜜に一目惚れしてしまう。蜜に少しでも近づきたい雪国は、蜜が通っている青美女学院に双子の姉である淡谷舞姫と入れ替わって通学することになる。

## 登場人物
※キャストはドラマCD版のもの。

### 淡谷家
淡谷 雪国（あわや ゆきぐに）
声 - 井上麻里奈
本作の主人公。空舟第五中学校に通う男子生徒。中学三年生。ある日図書館で出会った一駿河蜜に一目惚れしてしまう。
成績優秀でおっとりとした性格。
双子の姉、舞姫は通っている青美女学院での生活に疲れたと言った時、雪国は自分が変わってあげられればいいと口にし、即決行。雪国は青美女学園へカツラを被り女装して通うことになった。趣味は園芸。シスコンの気質有り。
一人称は僕、舞姫からはユキグニ、蜜からは弟さんと呼ばれる。
淡谷 舞姫（あわや まいひめ）
声 - 井上麻里奈
雪国の双子の姉。青美女学院で生徒会長を務める。通称「若光の君」。クールな性格で一人称はボク。
雪国と入れ替わり空舟第五中学校に通っているが、とたんに学校中の女子から注目されるようになってしまった。文化祭の集まりではこれのどこが楽しいんだと発言し、青美女学園との合コンを開催することに決定した。またSEC（空舟エンジョイ委員会）の名誉兄貴に任名された。口癖は、自分も女子なのに「女子って本当に面倒」。
趣味は時代劇を見ることで久我原とはそれがきっかけに仲良くなった。芝目達曰くブラコン。
雪国からは舞ちゃん、蜜からは先輩と呼ばれている。
あとがきによると名前の由来は川端康成の雪国 と森鷗外の舞姫から。雪国まいたけからではないらしい。
淡谷 菜穂子（あわや なおこ）
雪国と舞姫の祖母でミステリ作家。ペンネームは淡谷 猶彦（ - なおひこ）。

### 青美女学院
一駿河 蜜（いするが みつ）
声 - 釘宮理恵
中等部二年。ソロリティ「ローズロワイヤル」に所属しており、先輩である胡蝶の宮たちに可愛がられている。
小食として周囲から認識されているが、幼少の頃、父親とともに世界各地を回っていたときに食べていた食事に慣らされてしまい、ジャンクフードしかおいしく感じられず、高級な食べ物をことごとくまずく感じてしまうようになってしまったが故の防衛措置である。舞姫（に女装した雪国）にバレてから、様々なジャンクフードを紹介してもらうようになり、餌付けされている。
舞姫（実は女装した雪国）に好意を持っているが、雪国に告白されて以来同一人物と知らずに二人の間で揺れている。
特技は八歳までいた南米で学んだカポエイラ。
蝶間林 典子（ちょうまばやし のりこ）
声 - 遠藤綾
通称「胡蝶の宮」。屈指のお嬢様であり、「ローズロワイヤル」のみならずソロリティ全体のリーダー格でもある。
最初は舞姫のことを敵視していたが、蜜が舞姫（に女装した雪国）に助けられたときに一喝されたことで、強い敵意を持たなくなった。その後通り魔事件の犯人に襲われそうになったときに、かばった雪国に好意を持っている。
久我原 さゆね（くがはら）
声 - 伊藤静
生徒会の会計。舞姫に忠誠を誓っており、現在青美では唯一入れ替わりの真実を知っている。代々上忍の家系のシノビで、女装した雪国を様々な面からサポートする。

### 空舟第五中学校
芝目 夏彦（しばめ なつひこ）
声 - 間島淳司
空舟エンジョイ委員会会長。SECの中で名誉兄貴の称号を持つ舞姫をのぞけば、一番まともそうな糸目の少年。人を食ったような雰囲気があるが時々壊れる。口癖として「俺はホモじゃない」が定着しつつある。6つ下に小学生の妹がいる。
大道寺（だいどうじ）
声 - 矢部雅史
空舟エンジョイ委員会構成員その一。名は不明。かなり小柄な体格（舞姫の感覚としては「子供料金サイズ」）。「〜っす」というのが口癖。
豆坂（まめさか）
声 - 丹沢晃之
空舟エンジョイ委員会構成員その二。名は不明。寡黙な巨漢。相川品子（通称しなぼん）というアイドルの熱烈なファン。
古葉 鳥子（こば とりこ）
声 - 小清水亜美
空舟第五中学校生徒会会長。外見や態度とは裏腹に意外と乙女チックで、人力リバーフェスティバルのときの劇の脚本は彼女によるもの。子供の頃から淡谷猶彦のファンで、家が近くにあることを知って尋ねたこともある。

## 用語
私立青美女学院（しりつせいびじょがくいん）
舞姫が通う、県下で最も古い歴史を誇る女子校。いわゆる中高一貫のお嬢様学校で、設備は温水プールなど最新設備が導入されていると同時に、校舎は壮麗なゴシック建築。
学校の代表の地位を巡って、実績の生徒会と格式のソロリティが犬猿の仲となっている
ソロリティ
社交のための学内組織。ラテン語で姉妹という意味の"soror"が語源であり、アメリカが本場の社交団体である。舞姫曰く、「家柄と年収が全て」であり、誰にでも門戸が開かれている訳ではない。
ローズロワイヤル
一番人気であり、伝統が長く、格式が最も高いソロリティの代表的立場にいるソロリティ。リーダー格は胡蝶の宮。毎朝、詩の暗唱をする早朝朗読会が上級生の間で行われている。
空舟市立空舟第五中学校（そらふねしりつそらふねだいごちゅうがっこう）
雪国の通う平凡な公立中学校。中高一貫ではないので、三年生になると受験一色となる。
空舟エンジョイ委員会
通称SEC。自分たちはモテないので、エンジョイするのに必要な異性がいないから、市内の美少女を、犯罪にならない程度の距離感で観察することでエンジョイしようという会。勝手に旧校舎を占拠していて、退去勧告を出されている。副業として「魔法使いの卵」というサイトを運営している。
魔法使いの卵
空舟市内の女子の悩みに答えるサイト。ここに願い事を持ち込めば解決してくれるというジンクスが女子の間で広まっており、様々な資料をもとに管理人のSECのメンバーが答えている。
もとは芝目たちが遠目から観察している女子が思い悩んでいるのがもどかしく、女子の悩み相談を密かに解決しようとして作ったサイトである。
名前の理由は男は三十まで童貞だと魔法使いになれると言われており、自分たちはその予備軍だからという情けないもの。

## 既刊一覧

### 小説
- 竹岡葉月（著）・よう太（イラスト） 『SH@PPLE -しゃっぷる-』 富士見書房〈富士見ファンタジア文庫〉、全9巻
  1. 2008年3月19日発売[4]、ISBN 978-4-8291-3275-3
  2. 2008年6月20日発売[5]、ISBN 978-4-8291-3303-3
  3. 2008年9月20日発売[6]、ISBN 978-4-8291-3334-7
  4. 2008年12月20日発売[7]、ISBN 978-4-8291-3363-7
  5. 2009年3月19日発売[8]、ISBN 978-4-8291-3387-3
  6. 2009年6月20日発売[9]、ISBN 978-4-8291-3416-0
  7. 2009年11月20日発売[10]、ISBN 978-4-8291-3463-4
  8. 2010年2月20日発売[11]、ISBN 978-4-8291-3493-1
  9. 2010年5月20日発売[12]、ISBN 978-4-8291-3525-9

### 漫画
- 竹岡葉月（原作）・よう太（キャラクター原案）・ういらあくる（作画） 『SH@PPLE -しゃっぷる-』 角川書店〈角川コミックス・エース〉、2010年2月23日発売[13]、ISBN 978-4-04-715395-0

## その他
- 『プロジェクト レヴォリューション』 - プロジェクトレヴォリューション『ドラゴンマガジンブロック』に参戦している。